# فاينسترات
بلدية فاينسترات (بالإسبانية: Finestrat)‏, هي بلدية تقع في مقاطعة اليكانتي. جنوب شرق إسبانيا. يبلغ عدد سكانها 2.312 نسمة.